# Pallavolo ai Giochi della XXXI Olimpiade - Convocazioni al torneo maschile
Elenco dei giocatori convocati per i Giochi della XXXI Olimpiade.

## Argentina
| N° | Nome               | Ruolo | Data di nascita  | Squadra             |
| -- | ------------------ | ----- | ---------------- | ------------------- |
| -  | Julio Velasco      | All   | 9 febbraio 1952  | -                   |
| 1  | Nicolás Bruno      | S     | 24 febbraio 1989 | Bolívar             |
| 4  | Martín Ramos       | C     | 26 agosto 1991   | UPCN                |
| 6  | Cristian Poglajen  | S     | 14 luglio 1989   | Escola do Corpo     |
| 7  | Facundo Conte      | S     | 25 agosto 1989   | Skra Bełchatów      |
| 8  | Demián González    | P     | 21 febbraio 1983 | BVC                 |
| 10 | José Luis González | O     | 27 dicembre 1984 | Obras Sanitarias    |
| 11 | Sebastián Solé     | C     | 12 giugno 1991   | Trentino            |
| 12 | Bruno Lima         | O     | 4 febbraio 1996  | Obras Sanitarias    |
| 13 | Ezequiel Palacios  | S     | 2 ottobre 1992   | La Unión de Formosa |
| 14 | Pablo Crer         | C     | 12 giugno 1989   | Bolívar             |
| 15 | Luciano De Cecco   | P     | 2 giugno 1988    | Sir Safety Perugia  |
| 16 | Alexis González    | L     | 21 luglio 1981   | Bolívar             |

## Brasile
| N° | Nome                | Ruolo | Data di nascita   | Squadra          |
| -- | ------------------- | ----- | ----------------- | ---------------- |
| -  | Bernardo de Rezende | All   | 25 agosto 1959    | Rio de Janeiro   |
| 1  | Bruno de Rezende    | P     | 2 luglio 1986     | Modena           |
| 3  | Éder Carbonera      | C     | 19 ottobre 1983   | Sada             |
| 4  | Wallace de Souza    | O     | 26 giugno 1987    | Sada             |
| 7  | William Arjona      | P     | 31 luglio 1979    | Sada             |
| 10 | Sérgio dos Santos   | L     | 15 ottobre 1975   | Sesi             |
| 12 | Luiz Fonteles       | S     | 19 giugno 1984    | Funvic           |
| 13 | Maurício de Souza   | C     | 29 settembre 1988 | BVC              |
| 14 | Douglas de Souza    | S     | 20 agosto 1995    | Sesi             |
| 16 | Lucas Saatkamp      | C     | 6 marzo 1986      | Modena           |
| 17 | Evandro Guerra      | O     | 27 dicembre 1981  | Suntory Sunbirds |
| 18 | Ricardo Lucarelli   | S     | 14 febbraio 1992  | Funvic           |
| 19 | Maurício Silva      | S     | 4 febbraio 1989   | Arkas            |

## Canada
| N° | Nome                   | Ruolo | Data di nascita   | Squadra      |
| -- | ---------------------- | ----- | ----------------- | ------------ |
| -  | Glenn Hoag             | All   | 6 dicembre 1958   | Arkas        |
| 1  | Tyler Sanders          | P     | 14 dicembre 1991  | Będzin       |
| 2  | John Perrin            | S     | 17 agosto 1989    | Piacenza     |
| 4  | Nicholas Hoag          | S     | 19 maggio 1992    | Paris        |
| 5  | Rudy Verhoeff          | C     | 24 giugno 1989    | Dürener      |
| 6  | Justin Duff            | C     | 10 maggio 1988    | Benfica      |
| 11 | Daniel Jansen VanDoorn | C     | 21 marzo 1990     | Pamvochaïkos |
| 12 | Gavin Schmitt          | O     | 27 gennaio 1986   | Funvic       |
| 15 | Frederic Winters       | S     | 25 settembre 1982 | Sada         |
| 17 | Graham Vigrass         | C     | 17 giugno 1989    | Arkas        |
| 19 | Blair Bann             | L     | 26 febbraio 1988  | Dürener      |
| 21 | Jay Blankenau          | P     | 27 settembre 1989 | Lycurgus     |
| 22 | Steven Marshall        | S     | 23 novembre 1989  | Lüneburg     |

## Cuba
| N° | Nome               | Ruolo | Data di nascita  | Squadra          |
| -- | ------------------ | ----- | ---------------- | ---------------- |
| -  | Nicolás Vives      | All   | 24 aprile 1970   | -                |
| 1  | Yosvani González   | P     | 18 aprile 1988   | Ciudad Habana    |
| 2  | Osniel Melgarejo   | S     | 18 dicembre 1997 | Sancti Spíritus  |
| 4  | Javier Jiménez     | S     | 16 novembre 1989 | PAOK             |
| 5  | Javier Concepción  | C     | 27 dicembre 1997 | Ciudad Habana    |
| 6  | Osniel Rendón      | O     | 26 ottobre 1996  | Matanzas         |
| 7  | Yonder García      | L     | 26 marzo 1993    | Ciudad Habana    |
| 9  | Liván Osoria       | C     | 5 febbraio 1994  | Santiago de Cuba |
| 10 | Darienn Ferrer     | C     | 31 ottobre 1982  | Santiago de Cuba |
| 13 | Mario Rivera       | S     | 25 ottobre 1982  | Pinar del Río    |
| 17 | Reinier Rojas      | S     | 30 luglio 1986   | Ciudad Habana    |
| 18 | Miguel Ángel López | S     | 25 marzo 1997    | Cienfuegos       |
| 21 | Adrián Goide       | P     | 26 giugno 1998   | Sancti Spíritus  |

## Egitto
| N° | Nome                | Ruolo | Data di nascita  | Squadra |
| -- | ------------------- | ----- | ---------------- | ------- |
| -  | Sherif El Shemerly  | All   | -                | -       |
| 3  | Abd Elhalim         | C     | 3 giugno 1989    | Al-Ahly |
| 4  | Ahmed Abdelhay      | O     | 19 agosto 1984   | Army SC |
| 6  | Mamdouh Abdelrehim  | C     | 5 agosto 1989    | Army SC |
| 7  | Ashraf Abouelhassan | P     | 17 maggio 1975   | Zamalek |
| 8  | Mohamed Thakil      | S     | 12 luglio 1986   | Army SC |
| 10 | Mohamed Masoud      | C     | 1º maggio 1994   | Smouha  |
| 11 | Ahmed Afifi         | S     | 30 marzo 1988    | Zamalek |
| 12 | Hossam Abdalla      | P     | 16 febbraio 1988 | Al-Ahly |
| 13 | Mohamed Badawy      | S     | 11 gennaio 1986  | Zamalek |
| 14 | Omar Hassan         | S     | 4 aprile 1991    | Army SC |
| 15 | Ahmed Elkotb        | O     | 23 luglio 1991   | Al-Ahly |
| 22 | Ahmed Abdelaal      | L     | 8 giugno 1989    | Army SC |

## Francia
| N° | Nome              | Ruolo | Data di nascita  | Squadra           |
| -- | ----------------- | ----- | ---------------- | ----------------- |
| -  | Laurent Tillie    | All   | 1º dicembre 1963 | -                 |
| 2  | Jenia Grebennikov | L     | 13 agosto 1990   | Trentino          |
| 4  | Antonin Rouzier   | O     | 18 agosto 1986   | Arkas             |
| 5  | Trévor Clévenot   | S     | 28 giugno 1994   | Spacer's Toulouse |
| 6  | Benjamin Toniutti | P     | 30 ottobre 1989  | ZAKSA             |
| 7  | Kévin Tillie      | S     | 2 novembre 1990  | ZAKSA             |
| 9  | Earvin N'Gapeth   | S     | 12 febbraio 1991 | Modena            |
| 10 | Kévin Le Roux     | C     | 11 maggio 1989   | Halkbank          |
| 13 | Pierre Pujol      | P     | 13 luglio 1984   | Cannes            |
| 14 | Nicolas Le Goff   | C     | 15 febbraio 1992 | Charlottenburg    |
| 16 | Nicolas Maréchal  | S     | 4 marzo 1987     | Skra Bełchatów    |
| 17 | Franck Lafitte    | C     | 8 marzo 1989     | Arago de Sète     |
| 18 | Thibault Rossard  | S     | 28 agosto 1993   | Arago de Sète     |

## Iran
| N° | Nome                 | Ruolo | Data di nascita   | Squadra           |
| -- | -------------------- | ----- | ----------------- | ----------------- |
| -  | Raúl Lozano          | All   | 3 maggio 1956     | Czarni Radom      |
| 1  | Shahram Mahmoudi     | O     | 20 luglio 1988    | Sarmayeh Bank     |
| 2  | Milad Ebadipour      | S     | 17 ottobre 1993   | Urmia             |
| 4  | Saeid Marouf         | P     | 20 ottobre 1985   | Urmia             |
| 5  | Farhad Ghaemi        | S     | 28 agosto 1989    | Paykan            |
| 6  | Mohammad Mousavi     | C     | 22 agosto 1987    | Sarmayeh Bank     |
| 7  | Hamzeh Zarini        | S     | 18 ottobre 1985   | Kalleh Mazandaran |
| 9  | Adel Gholami         | C     | 9 febbraio 1986   | Sarmayeh Bank     |
| 10 | Amir Ghafour         | O     | 6 giugno 1991     | Paykan            |
| 12 | Mojtaba Mirzajanpour | S     | 7 ottobre 1991    | Paykan            |
| 13 | Mehdi Mahdavi        | P     | 13 febbraio 1984  | Mizan Khorasan    |
| 15 | Mostafa Sharifat     | C     | 16 settembre 1987 | Matin Varamin     |
| 19 | Mehdi Marandi        | L     | 12 maggio 1986    | Paykan            |

## Italia
| N° | Nome                 | Ruolo | Data di nascita   | Squadra            |
| -- | -------------------- | ----- | ----------------- | ------------------ |
| -  | Gianlorenzo Blengini | All   | 29 dicembre 1971  | Lube               |
| 3  | Daniele Sottile      | P     | 17 agosto 1979    | Top Volley Latina  |
| 4  | Luca Vettori         | O     | 26 aprile 1991    | Modena             |
| 5  | Osmany Juantorena    | S     | 12 agosto 1985    | Lube               |
| 6  | Simone Giannelli     | P     | 9 agosto 1996     | Trentino           |
| 7  | Salvatore Rossini    | L     | 13 luglio 1986    | Modena             |
| 9  | Ivan Zaytsev         | O     | 2 ottobre 1988    | Dinamo Mosca       |
| 10 | Filippo Lanza        | S     | 3 marzo 1991      | Trentino           |
| 11 | Simone Buti          | C     | 19 settembre 1983 | Sir Safety Perugia |
| 13 | Massimo Colaci       | L     | 21 febbraio 1985  | Trentino           |
| 14 | Matteo Piano         | C     | 24 ottobre 1990   | Modena             |
| 15 | Emanuele Birarelli   | C     | 8 febbraio 1981   | Sir Safety Perugia |
| 16 | Oleg Antonov         | S     | 28 luglio 1988    | Trentino           |

## Messico
| N° | Nome            | Ruolo | Data di nascita   | Squadra              |
| -- | --------------- | ----- | ----------------- | -------------------- |
| -  | Jorge Azair     | All   | -                 | -                    |
| 1  | Daniel Vargas   | O     | 1º settembre 1986 | Raision Loimu        |
| 4  | Gonzalo Ruiz    | S     | 24 aprile 1988    | Ferrocarrileros IMSS |
| 5  | Jesús Rangel    | L     | 20 settembre 1980 | Nuevo León           |
| 6  | Jesús Perales   | P     | 22 dicembre 1993  | Nuevo León           |
| 7  | Jorge Quiñones  | S     | 13 novembre 1981  | Guanajuato           |
| 9  | Carlos Guerra   | S     | 3 agosto 1981     | Chênois              |
| 10 | Pedro Rangel    | P     | 16 settembre 1988 | Nuevo León           |
| 11 | Jorge Barajas   | S     | 7 maggio 1991     | Colima               |
| 13 | Samuel Córdova  | C     | 13 marzo 1989     | Baja California      |
| 14 | Tomás Aguilera  | C     | 15 novembre 1988  | Chihuahua            |
| 17 | Néstor Orellana | O     | 7 gennaio 1992    | Nuevo León           |
| 21 | José Martínez   | C     | 23 gennaio 1993   | Guanajuato           |

## Polonia
| N° | Nome             | Ruolo | Data di nascita  | Squadra         |
| -- | ---------------- | ----- | ---------------- | --------------- |
| -  | Stéphane Antiga  | All   | 3 febbraio 1976  | -               |
| 1  | Piotr Nowakowski | C     | 18 dicembre 1987 | Asseco Resovia  |
| 3  | Dawid Konarski   | O     | 31 agosto 1989   | ZAKSA           |
| 6  | Bartosz Kurek    | O     | 29 agosto 1988   | Asseco Resovia  |
| 7  | Karol Kłos       | C     | 8 agosto 1989    | Skra Bełchatów  |
| 11 | Fabian Drzyzga   | P     | 3 gennaio 1990   | Asseco Resovia  |
| 12 | Grzegorz Łomacz  | P     | 1º ottobre 1987  | Cuprum Lubin    |
| 13 | Michał Kubiak    | S     | 23 febbraio 1988 | Halkbank        |
| 17 | Paweł Zatorski   | L     | 21 giugno 1990   | ZAKSA           |
| 20 | Mateusz Mika     | S     | 21 gennaio 1991  | Trefl Gdańsk    |
| 21 | Rafał Buszek     | S     | 28 aprile 1987   | Asseco Resovia  |
| 22 | Bartosz Bednorz  | S     | 25 luglio 1994   | AZS Olsztyn     |
| 23 | Mateusz Bieniek  | C     | 5 aprile 1994    | Effector Kielce |

## Russia
| N° | Nome             | Ruolo | Data di nascita   | Squadra               |
| -- | ---------------- | ----- | ----------------- | --------------------- |
| -  | Vladimir Alekno  | All   | 4 dicembre 1966   | Zenit-Kazan           |
| 1  | Igor' Kobzar'    | P     | 13 aprile 1991    | Zenit-Kazan           |
| 5  | Sergej Grankin   | P     | 21 gennaio 1985   | Dinamo Mosca          |
| 7  | Dmitrij Volkov   | S     | 25 maggio 1995    | Fakel                 |
| 8  | Sergej Tetjuchin | S     | 23 settembre 1975 | Belogor'e             |
| 11 | Andrej Aščev     | C     | 10 maggio 1983    | Zenit-Kazan           |
| 12 | Konstantin Bakun | O     | 15 marzo 1985     | Gazprom-Jugra         |
| 14 | Artëm Vol'vič    | C     | 22 gennaio 1990   | Lokomotiv Novosibirsk |
| 16 | Aleksej Verbov   | L     | 31 gennaio 1982   | Zenit-Kazan           |
| 17 | Maksim Michajlov | O     | 19 marzo 1988     | Zenit-Kazan           |
| 18 | Aleksandr Volkov | C     | 14 febbraio 1985  | Ural                  |
| 19 | Egor Kljuka      | S     | 15 giugno 1995    | Fakel                 |
| 20 | Artëm Ermakov    | L     | 16 marzo 1982     | Dinamo Mosca          |

## Stati Uniti
| N° | Nome              | Ruolo | Data di nascita  | Squadra            |
| -- | ----------------- | ----- | ---------------- | ------------------ |
| -  | John Speraw       | All   | 18 ottobre 1971  | -                  |
| 1  | Matthew Anderson  | O     | 18 aprile 1987   | Zenit-Kazan        |
| 2  | Aaron Russell     | S     | 4 giugno 1993    | Sir Safety Perugia |
| 3  | Taylor Sander     | S     | 17 marzo 1992    | BluVolley Verona   |
| 4  | David Lee         | C     | 8 marzo 1982     | PAOK               |
| 7  | Kawika Shoji      | P     | 11 novembre 1987 | Arkas              |
| 8  | William Priddy    | S     | 1º ottobre 1977  | Lube               |
| 9  | Murphy Troy       | O     | 31 maggio 1989   | Trefl Gdańsk       |
| 10 | Thomas Jaeschke   | S     | 4 settembre 1993 | Asseco Resovia     |
| 11 | Micah Christenson | P     | 8 maggio 1993    | Lube               |
| 17 | Maxwell Holt      | C     | 12 marzo 1987    | Dinamo Mosca       |
| 20 | David Smith       | C     | 15 maggio 1985   | Tours              |
| 22 | Erik Shoji        | L     | 24 agosto 1989   | Charlottenburg     |